# Acetyldihydrocodein
Acetyldihydrocodein ist eine chemische Verbindung aus der Gruppe der Opiat-Abkömmlinge, die im Jahr 1914 von dem deutschen Chemiker Julius von Braun entdeckt wurde. Sie ist als Suchtstoff reguliert (in Deutschland: nicht verkehrsfähiges Betäubungsmittel gemäß dem Betäubungsmittelgesetz) und hat eine ähnliche Wirkung wie andere Opioide. Therapeutisch hat die  schmerzstillend und hustenreizunterdrückend wirksame Substanz keine Bedeutung. Acetyldihydrocodein ist chemisch sehr eng verwandt mit dem Morphin-Derivat Thebacon, bei welchem nur die 6-7-Bindung ungesättigt ist. Acetyldihydrocodein kann als das 6-Acetyl-Derivat von Dihydrocodein beschrieben werden.